# Cupertino effect
Pour l’article homonyme, voir Cupertino.
Le Cupertino effect (de l'anglais signifiant littéralement « effet Cupertino ») est le phénomène qui se produit lorsque la suggestion faite par un logiciel de correction orthographique pour remplacer un mot mal écrit est totalement inappropriée.
Ce phénomène tire son nom de l'un de ses exemples les plus connus, issu en particulier des anciennes versions du traitement de texte Microsoft Word : la suggestion « Cupertino » pour remplacer une mauvaise graphie de « cooperation ». Cupertino est une ville américaine de Californie, située au sein de la Silicon Valley, qui abrite le siège de plusieurs sociétés d'informatique telles qu'Apple, Symantec ou HP, ce qui pourrait expliquer la prééminence de cette suggestion[réf. nécessaire].
Si l'utilisateur valide de manière inattentive les suggestions faites par le correcteur, par exemple en choisissant la commande « remplacer tout » qui remplace automatiquement par la première suggestion toutes les erreurs détectées, cet effet peut avoir pour conséquence l'apparition du mot « Cupertino » en lieu et place de « cooperation » dans le texte final, ce qui n'a aucun sens. Ceci s'est produit dans des documents officiels, donnant des phrases telles que « ... as well as valuable experience in international Cupertino » (« ... ainsi qu'une expérience considérable dans la Cupertino internationale ») ou « ... aiming at co-ordinating and reinforcing bilateral and multinational Cupertino » (« ... visant à coordonner et renforcer la Cupertino bilatérale et multinationale »).